# Birthana asmenopa
Birthana asmenopa är en fjärilsart som beskrevs av Edward Meyrick 1925. Birthana asmenopa ingår i släktet Birthana och familjen Immidae. Inga underarter finns listade i Catalogue of Life.